# 53 dies d'hivern
53 dies d'hivern és una pel·lícula dramàtica espanyola del 2007 dirigida per Judith Colell i Pallarès, en la que vol esposar la fragilitat de l'ànima en una societat immersa en la moralitat de l'èxit. Ha estat doblada al català. Va tenir 9 nominacions als VI Premis Barcelona de Cinema però no en va rebre cap.

## Sinopsi
Tres persones es troben una nit d'hivern en una parada d'autobús. Els tres assisteixen a l'abandó d'un gos. Mila, una professora d'institut que ha estat un any de baixa després de sofrir una agressió per part d'un dels seus alumnes; Celso, guàrdia jurat, casat, pare d'un fill i amb greus problemes econòmics, està a punt d'assabentar-se que serà pare però aquesta vegada de bessons; i Valeria, estudiant de violoncel, amb una tèrbola relació familiar i amorosa.
Els tres personatges iniciaran un viatge a la deriva que els portarà a enfrontar-se a les seves pors i frustracions i a prendre cadascun d'ells una decisió al límit que canviarà les seves vides.

## Repartiment
- Mercedes Sampietro – Mila
- Àlex Brendemühl – Celso
- Aina Clotet – Valeria
- Joaquim de Almeida – Hugo
- Monserrat Salvador – Dolores

## Premis
52a edició dels Premis Sant Jordi de Cinematografia
| Categoria                            | Persona         | Resultat  |
| ------------------------------------ | --------------- | --------- |
| Millor actor en pel·lícula espanyola | Àlex Brendemühl | Guanyador |

Festival de Cinema d'Espanya de Tolosa de LlenguadocPremi a la millor actriu (Aina Clotet)
Premis Butaca de 2008Premi a la millor pel·lícula catalana i a la millor actriu catalana (Aina Clotet).